# ای‌دی‌اس-بی

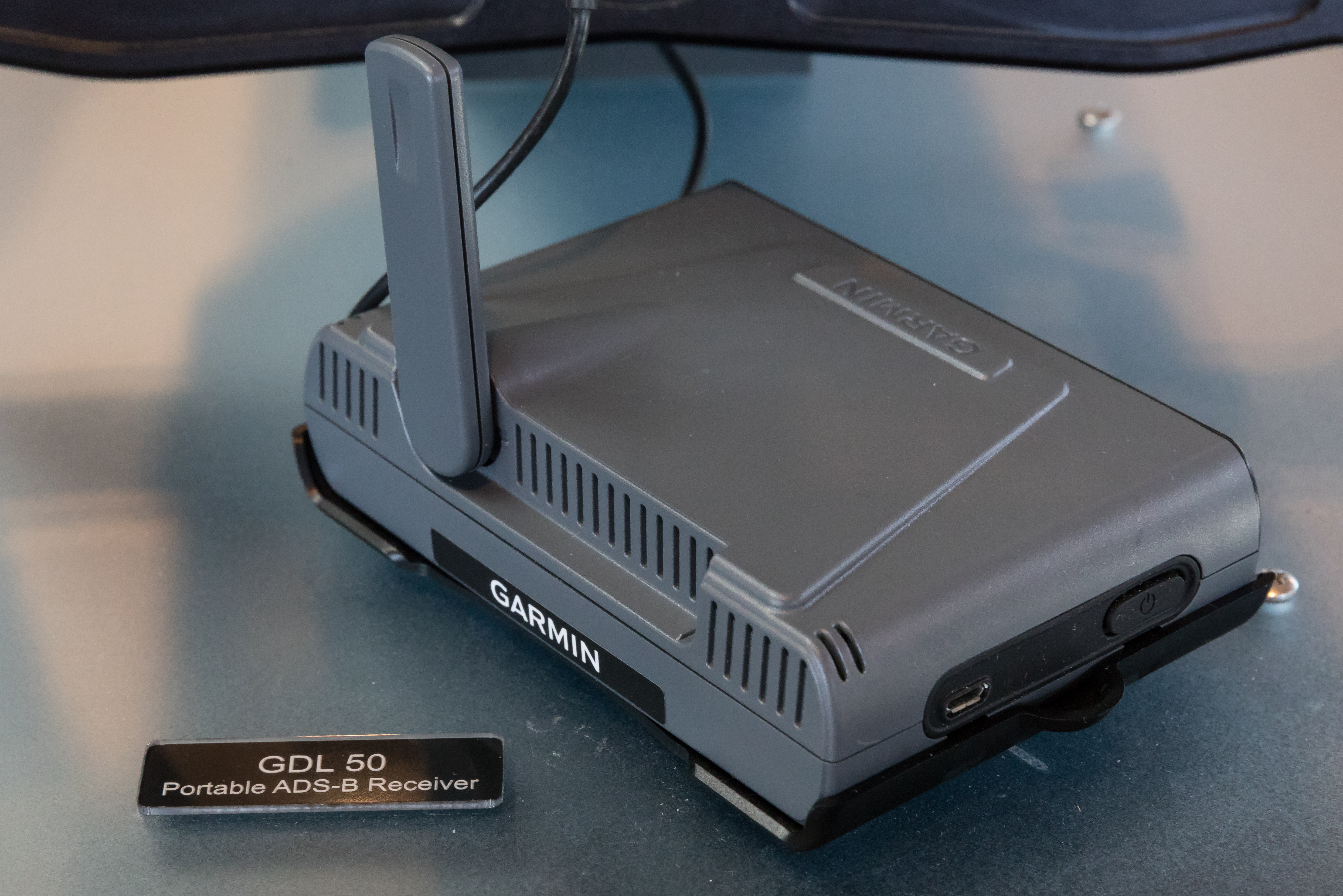
نمایی از یک‌نوع رسیور پرتابل ای‌دی‌اس-بی در سال ۲۰۱۸

ای‌دی‌اس-بی (به انگلیسی: Automatic dependent surveillance-broadcast)(مخفف انگلیسی: ADS-B) سیستم مشارکتی-نظارتی است برای رهگیری هواپیماها و بر این اساس کار می‌کند که هواپیماها موقعیت جغرافیایی خود را از ماهواره‌های ناوبری دریافت می‌کنند و به صورت مستمر مخابره می‌کنند. این امواج را برج‌های مراقبت به عنوان رادار دوم و هواپیماهای دیگر برای جلوگیری از برخورد دریافت می‌کنند.

## مقدمه
سامانه ADS-B یک سامانه نظارتی پخش‌کننده است که به‌صورت هوا به هوا (هواپیما به هواپیما) و هوا به زمین (هواپیما به ایستگاه زمینی (مراقبت پرواز)) مورد استفاده قرار می‌گیرد. سامانه‌های الکترونیکی ADS-B شناسه پرواز، موقعیت، ارتفاع، جهت و دیگر داده‌ها را در هر نیم ثانیه به صورت خودکار پخش می‌کنند. این سامانه به سامانه‌های دیگر هواپیما نظیر سامانه ماهواره‌ای ناوبری جهانی (GNSS) و کدکننده فشارسنج وابسته می‌باشد. ایستگاه زمینی ADS-B از یک واحد گیرنده، یک آنتن و یک صفحه نمایش تشکیل شده‌است. ADS-B از رادار دوم(ATC) و TCAS مستقل می‌باشد، اگرچه بعضی از ترانسپوندرهای پیشرفته رادار نظارتی ثانویه می‌توانند داده‌های ADS-B و رادار نظارتی ثانویه را به صورت هم‌زمان ارسال نمایند.
بر خلاف سامانه‌های نظارتی رایج نظیر رادار، سامانه ADS-B توانایی دریافت و نمایش اطلاعات مربوط به ترافیک‌هایی که بر روی زمین یا ارتفاع پایین عملیات انجام می‌دهند را دارد، بنابراین می‌تواند به عنوان ابزاری مؤثر برای نظارت بر ترافیک‌های موجود در مسیرهای تاکسی در باند فرودگاه‌ها، همچنین ترافیک‌های مناطق دور از دسترس و مناطق کوهستانی فاقد پوشش راداری یا با پوشش راداری بکار رود. یکی از مهمترین فواید ADS-B توانایی آن در ارائه سریع و یکسان اطلاعات به استفاده‌کنندگان می‌باشد؛ بنابراین در یک زمان واحد، اطلاعات یکسانی در اختیار کنترل‌کننده‌های زمینی و خلبانان دیگر هواپیماها قرار می‌گیرد.

## نحوه عملکرد سیستم ای دی اس-بی
سامانه ADS-B به سامانه موقعیت یاب جهانی برپایه ماهواره (GPS) برای تعیین موقعیت دقیق هواپیما در فضا متکی است. سامانه ADS-Bموقعیت دریافت شده از GPS را با اطلاعات دیگری نظیر نوع هواپیما، میزان سرعت، شماره پرواز، نحوه چرخش، کاهش یا افزایش ارتفاع، ادغام کرده و به صورت کد دیجیتالی ارسال می‌نماید. این اطلاعات کد شده چندین بار در ثانیه به روزرسانی شده و از هواپیما از طریق یک شبکه مخابراتی رادیویی خاص بر روی فرکانس حامل مجزای مشخصی پخش می‌گردد. این اطلاعات توسط هواپیماها و ایستگاه‌های زمینی که در محدوده ۱۵۰ مایلی قرار دارند دریافت و در صورت قابل استفاده بودن توسط کاربر بر روی صفحه نمایشگر مربوطه نمایش داده می‌شود. خلبانان در کابین ترافیک را روی «نمایشگر اطلاعات ترافیک کابین» می‌بینند و کنترل‌کننده‌های زمینی می‌توانند اهداف مربوط به ADS-B را همراه سایر اطلاعات راداری بر روی صفحه نمایشگر ترافیک مشاهده کنند.
به منظور ارسال و دریافت سیگنال ADS-B، ابتدا پیام‌هایی که به‌صورت کد شده آماده انتشار می‌باشند پس از انتقال به یک تقویت‌کننده مقدماتی LNA از طریق آنتن فرستنده انتشار داده می‌شود. در مرحله بعد، سیگنال در گیرنده فیلتر شده و پالس‌های حاوی اطلاعات با استفاده از یک تراشه تقویت‌کننده لگاریتمی استخراج می‌شود. این پالس‌ها به صورت آنالوگ بوده و برای تبدیل به دیجیتال به یک مبدل آنالوگ به دیجیتال فرستاده می‌شوند، سپس بر روی FPGA داخل گیرنده مد S ارسال می‌گردد. در مرحله بعد، بسته‎‌های اطلاعاتی موجود در گیرنده مد S آشکارسازی شده و از طریق درگاه USB به کامپیوتر سامانه ارسال می‌گردند. در نهایت اطلاعات موجود در کامپیوتر به شکلی مناسب برای کاربر بر روی نمایشگر اطلاعات ترافیک کابین نشان داده می‌شود.
قدرت موردنیاز ADS-B کمتر از ۲۰۰ وات است و در هر ثانیه ۲ بار اطلاعات ADS-B ارسال می‌گردد و قابلیت نظارت از راه دور دارد، سامانه زمینی ADS-B از آنتن غیرچرخنده مانند آنتن تک‌قطبی DME بهره‌گیری می‌نماید.